# Fougasse

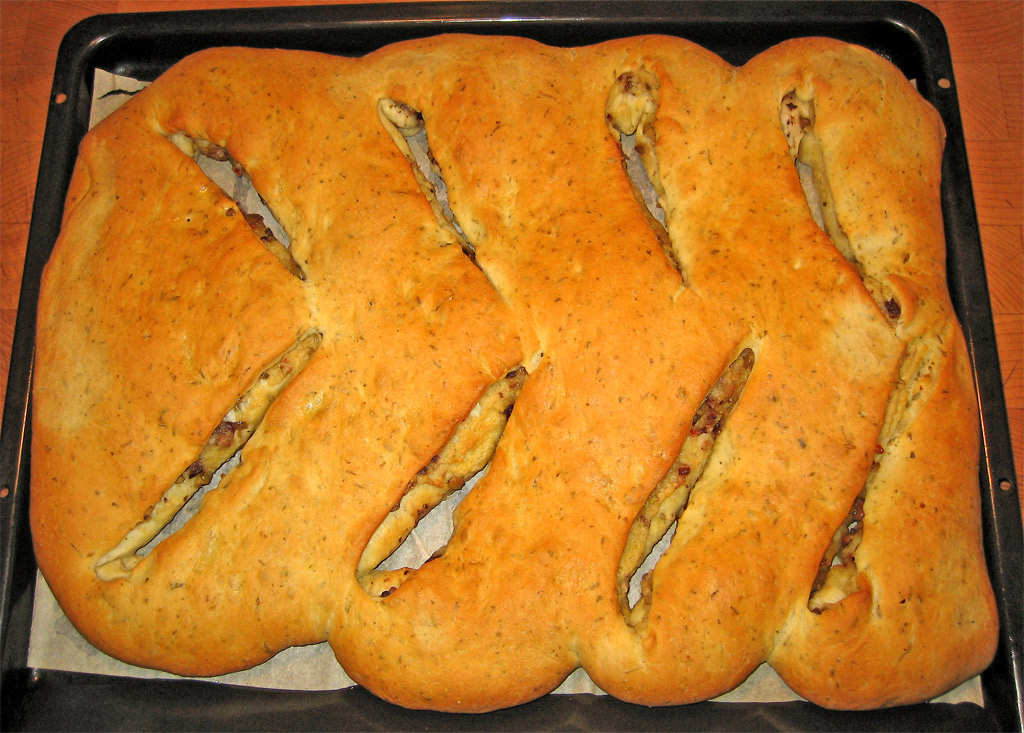
Fougasse en forma d'espiga.

La fougasse és una mena de pa típic de Provença, però present, amb variants, en altres regions franceses.

## Història i etimologia
A l'antiga Roma el panis focacius era un pa pla cuit en les cendres (focus en llatí). Aquest acabà convertint-se en una àmplia varietat de pans de la mateixa família, incloent la focaccia a Itàlia, la fugàssa a Ligúria, la pogatxa als Balcans i Turquia i la fougasse a Provença i a altres regions de França. Les versions franceses són proclius a tenir ingredients afegits, com olives, formatges, anxoves, cansalada...
La fougasse s'utilitzava tradicionalment per calcular la temperatura del forn de llenya: el temps que trigava a cuir-se donava una idea de la temperatura, i de si la resta del pa podia introduir-s'hi. Els obrers forners la consumien sobretot a l'esmorzar.
El nom d'aquest plat es remunta a l'antic occità fogatza (mot que deriva directament del llatí focacia, del neutre focacium, derivat del llatí clàssic focus, foc). L'antic occità fogatza esdevingué focaça en occità modern (segons la norma clàssica, fougasso segons la grafia mistralenca) en llenguadocià i en provençal. Hi ha també les variants hogaça en gascó-bearnès i foaça en nord-occità. El mot focacium també ha donat en francès fouasse i fouace (i dialectalment fouée al nord), així com el terme hongarès pogácsa.

## Característiques i consum
Hi ha moltes variants, i les versions més moderns inclouen fruits secs, roquefort, olives, formatge de cabra... Solen tenir forma rectangular o allargada, però també se'n poden trobar amb formes rodones, de corona o d'estrella, i algunes versions també admeten les formes de l'espiga de blat.
Les fougasses solen ser salades i es reparteixen sobretot per Occitània, tot i que també apareixen més al nord, com la fouaisse o foisse de Borgonya i la fouée o fouace a la vall del Loira. Hi ha també una tradició de fougasses dolces, com la fouace de la regió de Roergue, la fouace de Nantes, la fougasse d'Aigüesmortes i la d'Arles, i la fougassette de Grasse.

## Galeria d'imatges

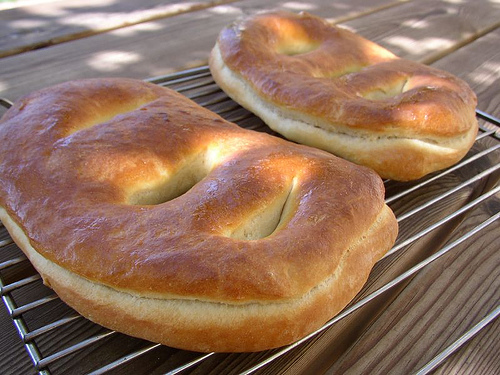
Amb flor de taronger
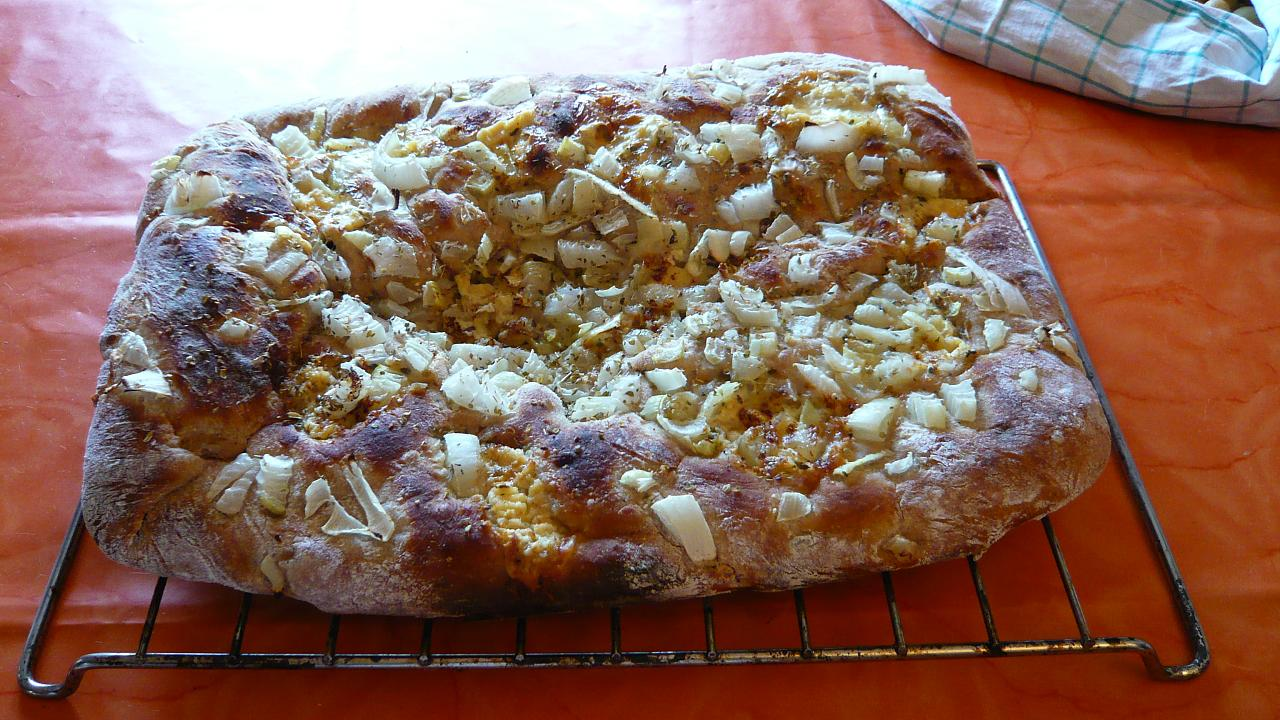
Amb ceba